# Alright (Jamiroquai)
Alright è una canzone di Jamiroquai, terzo singolo ad essere estratto dal loro album del 1996, Travelling Without Moving. La canzone è stata scritta da Jay Kay.

## Il Video
Il video di "Alright" è stato diretto da Vaughan Arnell ed è ambientato durante una festa. Jay Kay ed il resto del gruppo vengono mostrati mentre eseguono il brano all'interno di un ascensore e nel locale.

## Tracce
1. Alright (Full Length Version) - 4:23
2. Alright (Tee's In The House Mix) - 7:20
3. Alright (Tee's Digital Club) - 7:15
4. Alright (Tee's Radio Jay) - 3:27)

## Classifiche
| Classifica (1997) | Posizione più alta |
| ----------------- | ------------------ |
| Belgio (Fiandre)  | 58                 |
| Belgio (Vallonia) | 38                 |
| Finlandia         | 13                 |
| Germania          | 98                 |
| Islanda           | 2                  |
| Italia            | 3                  |
| Regno Unito       | 6                  |
| Stati Uniti       | 78                 |

### Classifiche di fine anno
| Classifica (1997) | Posizione |
| ----------------- | --------- |
| Italia            | 74        |